# XIIX Canons mélodieux (Telemann)
Les XIIX Canons mélodieux ou VI Sonates en Duo à Flutes Traverses, ou Violons, ou Basses de Viole (18 canons mélodieux ou six duo-sonates pour traverso, ou violon, ou viole de gambe), TWV 40 : 118-123, est un ensemble de 18 canons pour deux instruments égaux, formant six sonates de trois mouvements chacune composé par Georg Philipp Telemann et qui a été publié en 1738,.
Cette pièce appartient au genre de musique de chambre sans continuo développé par Telemann à un haut niveau de sophistication.

## Description
Chacune des sonates est composée dans une tonalité différente :
- no 118 en sol majeur
- no 119 en sol mineur
- no 120 en ré majeur
- no 121 en ré mineur
- no 122 en la majeur
- no 123 en la mineur

« Avertissement
Il est à observer en joüant ces Canons, que, l'ora que le premier instrument est avancé jusqu'à cette marque. 𝄋 : le second commence et suit pas à pas et quand celui-ci est au bout l'autre finit sur ces signes.  »

— édition originale (1738).

## Enregistrements
Ces pièces connaissent de nombreux enregistrements dans diverses configurations de duo ou de soliste et orchestre. 
Elles ont été arrangées, entre autres, pour flûte et hautbois, et enregistrées par l'ensemble European Baroque Soloists sur le label Denon, publiées en 1991 ; numéro de catalogue 81757 96142.